# سلافن ستانكوفيتش
سلافن ستانكوفيتش هو لاعب كرة قدم صربي في مركز الوسط، ولد في 5 يناير 1982 في بلغراد في صربيا. شارك مع منتخب صربيا تحت 21 سنة لكرة القدم. أما مع النوادي، فقد لعب مع نابريداك كروشيفاتس ونادي بيروي ستارا زاغورا ونادي خزر لنكران ونادي فاردار.